# La aparición (película de 1903)
La aparición (en francés: Le Revenant; pronunciado /lə ʁəvnɑ̃/) es una película muda francesa de dos minutos cuarenta segundos de duración dirigida por Georges Méliès y distribuida por Star Film Company con el número de catálogo 501–502. Exhibida en Reino Unido con el título The Apparition, or Mr. Jones' Comical Experience With a Ghost , y en los Estados Unidos el 17 de octubre de 1903 con el título The Apparition, ó The Ghost and the Candle.

## Argumento
Un anciano viajero llega a una posada. Después de insinuarse a la camarera del hotel, se sienta e intenta leer a la luz de la vela. Para su sorpresa, la vela se niega a cooperar, se mueve sola de un lado a otro de la mesa y luego crece hasta alcanzar una altura increíble. Finalmente se acerca tanto que el periódico se incendia. Del fuego surge el fantasma de una mujer, con la que el viajero queda fascinado. Cuando él se arrodilla para cortejarla, ella se transforma en un fantasma grotesco que baila en una neblina borrosa que el anciano furioso atraviesa. El viajero intenta atacar al fantasma, pero sólo consigue romper la bandeja de la cena que la camarera le trae, para diversión del personal del hotel.

## Producción
Méliès interpreta al anciano viajero, y la magia se crea utilizando una combinación de producción teatral, escotillas, doble exposición, fundidos y stop trick. 